# Festival de Rock de Alacuás
Festival de Rock de Alacuás o FRA. Festival de rock gratuito que se celebra en la población valenciana de Alacuás el primer fin de semana de septiembre, coincidiendo con el comienzo de las fiestas del municipio. La primera edición fue en 1995, y con los años se ha convertido en un festival de referencia.

## Historia
Por el festival han pasado artistas como Mogwai, Lori Meyers, Mercury Rev, Ash, Super Furry Animals, Rinocerose,  Los Planetas, Bebe, Muchachito Bombo Infierno, Obrint Pas, Boikot, Amparanoia, Hamlet, Sugarless, u Ojos de Brujo, entre otros
El festival comenzó con una proyección de grupos locales, pero con los años han actuado grupos de renombre nacional, e internacional hasta que, para la edición de 2007, se ha elaborado un cartel con predominación de grupos anglosajones.
Durante las primeras ediciones, su duración se reducía a una noche de conciertos. Cambió en la 5.ª edición, en 1999, donde las Clavariessas de los Dolores promocionaron una segunda jornada de conciertos. A partir de la 6.ª edición la organización del FRA asume la celebración de dos días de festival, hasta la actualidad.
El FRA ha tenido dos lugares de celebración: El parque de la Sequieta, lugar donde comenzó, y el polideportivo El Terç, donde se celebra desde la 10.ª edición.